# Ambassadrisen

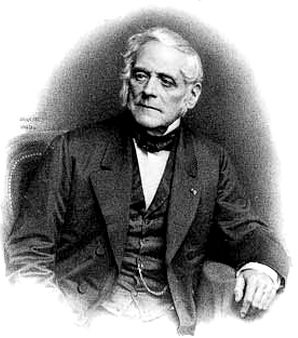
Daniel Auber

Ambassadrisen (franska: L'Ambassadrice) är en opera eller opéra comique i tre akter med musik av Daniel Auber och libretto av Eugène Scribe och Jules-Henri Vernoy de Saint-Georges. Operan hade premiär på Opéra-Comique i Théâtre des Nouveautés i Paris den 21 december 1836. 
Svensk premiär den 18 mars 1846 på det Gustavianska operahuset i Stockholm, där den spelades fyra gånger.

## Personer
| Roller                             | Stämma      | Premiärbesättning 21 december 1836 (Dirigent:) | Svensk premiärbesättning 18 mars 1846 (Dirigent: Johan Fredrik Berwald) |
| ---------------------------------- | ----------- | ---------------------------------------------- | ----------------------------------------------------------------------- |
| Hertigen av Valberg                | tenor       | Théodore-Étienne-François Moreau-Sainti        | Rudolf Walin                                                            |
| Grevinnan Augusta av Fierschemberg | sopran      | Monsel                                         | Wilhelmina Fundin                                                       |
| Fortunatus                         | bas         | Roy                                            | Lars Kinmansson                                                         |
| Madame Barneck                     | mezzosopran | Marie-Julie Halligner                          | Carolina Bock                                                           |
| Henriette                          | sopran      | Laure Cinti-Damoreau                           | Matilda Gelhaar                                                         |
| Charlotte                          | sopran      | Jenny Colon                                    | N Torsslow                                                              |
| Benedict                           | tenor       | Joseph-Antoine-Charles Couderc                 | Olof Strandberg                                                         |